# Contea di Dare
La contea di Dare, in inglese Dare County, è una contea dello Stato della Carolina del Nord, negli Stati Uniti. La popolazione al censimento del 2000 era di 29 967 abitanti. Il capoluogo di contea è Manteo.

## Storia
La contea di Dare fu costituita nel 1870.